# Unterseeboot U-45 (1915)
Pour les autres navires du même nom, voir Unterseeboot 45.
L'Unterseeboot U-45 était l’un des 329 sous-marins servant dans la Kaiserliche Marine (marine impériale allemande) pendant la Première Guerre mondiale. L'U-45 a participé à la guerre navale et a pris part à la première bataille de l'Atlantique.
Il est torpillé et coulé le 12 septembre 1917 dans l’océan Atlantique au nord-ouest des îles Shetland à la position 55° 48′ N, 7° 30′ O par le sous-marin HMS D7 de la Royal Navy, avec la perte de 43 de ses 45 membres d’équipage.

## Affectations
- III Flottille : du 11 novembre 1916 au 12 septembre 1917

## Commandants
- Kapitänleutnant Erich Sittenfeld[3] : du 9 octobre 1915 au 12 septembre 1917

## Navires coulés
| Date              | Nom             | Nationalité    | Tonnage | Destin.   |
| ----------------- | --------------- | -------------- | ------- | --------- |
| 27 avril 1916     | Industry        | United Kingdom | 4044    | Coulé     |
| 30 avril 1916     | Vinifreda       | Espagne        | 1441    | Coulé     |
| 2 mai 1916        | Le Pilier       | France         | 2427    | Coulé     |
| 2 mai 1916        | Maud            | United Kingdom | 120     | Coulé     |
| 5 juillet 1916    | Geertruida      | Netherlands    | 140     | Coulé     |
| 28 septembre 1916 | Fuchsia         | United Kingdom | 145     | Coulé     |
| 21 janvier 1917   | Gladys          | United Kingdom | 275     | Coulé     |
| 21 janvier 1917   | Lucy            | United Kingdom | 280     | Coulé     |
| 21 janvier 1917   | Star of the Sea | United Kingdom | 197     | Coulé     |
| 26 janvier 1917   | Tabasco         | United Kingdom | 2987    | Coulé     |
| 2 février 1917    | Garnet Hill     | Empire russe   | 2272    | Coulé     |
| 3 février 1917    | Belford         | United Kingdom | 1905    | Coulé     |
| 3 février 1917    | Eavestone       | United Kingdom | 1858    | Coulé     |
| 4 février 1917    | Eridania        | Italie         | 3171    | Coulé     |
| 4 février 1917    | Thor II         | Norvège        | 2144    | Coulé     |
| 10 février 1917   | Ostrich         | United Kingdom | 148     | Coulé     |
| 28 avril 1917     | Olga            | Empire russe   | 1672    | Coulé     |
| 3 mai 1917        | Palm Branch     | United Kingdom | 3891    | Endommagé |
| 3 mai 1917        | Truvor          | Empire russe   | 2462    | Coulé     |
| 11 mai 1917       | Hermes          | Empire russe   | 3579    | Coulé     |
| 19 mai 1917       | Elise           | Danemark       | 137     | Coulé     |
| 1 juillet 1917    | Eclipse         | United Kingdom | 185     | Coulé     |
| 15 juillet 1917   | Mariston        | United Kingdom | 2908    | Coulé     |
| 16 juillet 1917   | Ribston         | United Kingdom | 3372    | Coulé     |
| 17 juillet 1917   | Haworth         | United Kingdom | 4456    | Coulé     |
| 20 juillet 1917   | Nevisbrook      | United Kingdom | 3140    | Coulé     |
| 21 juillet 1917   | Dafila          | United Kingdom | 1754    | Coulé     |
| 24 juillet 1917   | Zateja          | Empire russe   | 67      | Coulé     |